# Акамар
Акама́р (θ Eri / θ Эридана / Тета Эридана) — двойная звезда в созвездии Эридана.
Название происходит от арабского آخر النهر (ākhir an-nahr) — «конец реки» и созвучно с навазванием «Ахернар» другой звезды созвездия — α Эридана. В античности θ Эридана была самой южной звездой созвездия, поднимавшейся над горизонтом; так, у Птолемея в «Альмагесте» она описана «как последняя звезда Реки» (Эридана). Впоследствии, когда в результате прецессии α Эридана стала доступна для наблюдений, название «Ахернар» стало применяться и к ней. Акамар может наблюдаться в хороших условиях наблюдения на юге России (начиная приблизительно с 45° северной широты и южнее).
Главная звезда, θ1 Эри, имеет спектральный класс A4 и имеет видимую звездную величину +3.2. Его звезда-компаньон, θ2 Эри, имеет спектральный класс A1 и имеет видимую звездную величину +4.3. Угловое разделение двух звезд равно 8,3 угловых секунд.
Находится на расстоянии 120 световых лет от Солнца.                        